# Tetranychus ismaili
Tetranychus ismaili är en spindeldjursart som beskrevs av Yusof och Zhang 2003. Tetranychus ismaili ingår i släktet Tetranychus och familjen Tetranychidae. Inga underarter finns listade i Catalogue of Life.